# Équipe d'Italie féminine de football des moins de 19 ans
Cet article traite de l'équipe féminine. Pour l'équipe masculine, voir Équipe d'Italie des moins de 19 ans de football.
Maillots
L’équipe d'Italie féminine de football des moins de 19 ans est la sélection des joueuses italiennes de moins de 19 ans représentant leur nation lors des compétitions internationales de football féminin, sous l'égide de la Fédération italienne de football.

## Parcours

### Parcours en Coupe du monde
La compétition est passée en catégorie des moins de 20 ans à partir de 2006.
- 2002 : Non qualifiée
- 2004 : Non qualifiée

### Parcours en Championnat d'Europe
- 1998 : Phase de groupes
- 1999 :  Troisième
- 2000 : Non qualifiée
- 2001 : Non qualifiée
- 2002 : Non qualifiée
- 2003 : Phase de groupes
- 2004 : Demi-finaliste
- 2005 : Non qualifiée
- 2006 : Non qualifiée
- 2007 : Non qualifiée
- 2008 :  Championne
- 2009 : Non qualifiée
- 2010 : Phase de groupes
- 2011 : Demi-finaliste
- 2012 : Non qualifiée
- 2013 : Non qualifiée
- 2014 : Non qualifiée
- 2015 : Non qualifiée
- 2016 : Non qualifiée
- 2017 : Phase de groupes
- 2018 : Phase de groupes
- 2019 : Non qualifiée
- 2020 - 2021 : Editions annulées
- 2022 : Phase de groupes
- 2023 : Non qualifiée